# Джеферсънова амбистома
Джеферсънова амбистома (Ambystoma jeffersonianum) е вид земноводно от семейство Ambystomatidae. Видът е незастрашен от изчезване.

## Разпространение
Разпространен е в Канада и САЩ.

## Описание
Популацията на вида е стабилна.